# Apex (Nunavut)

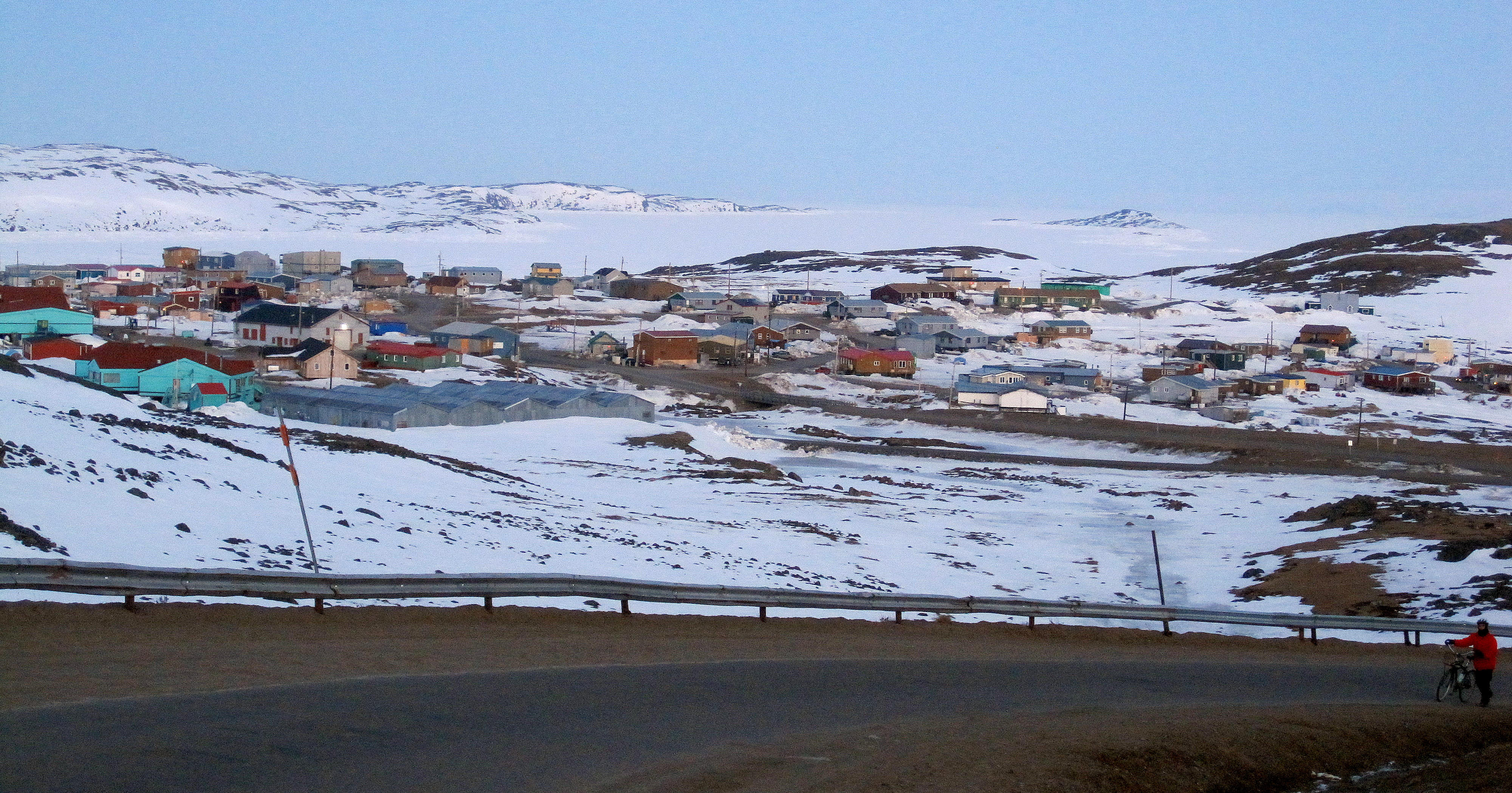
Apex.

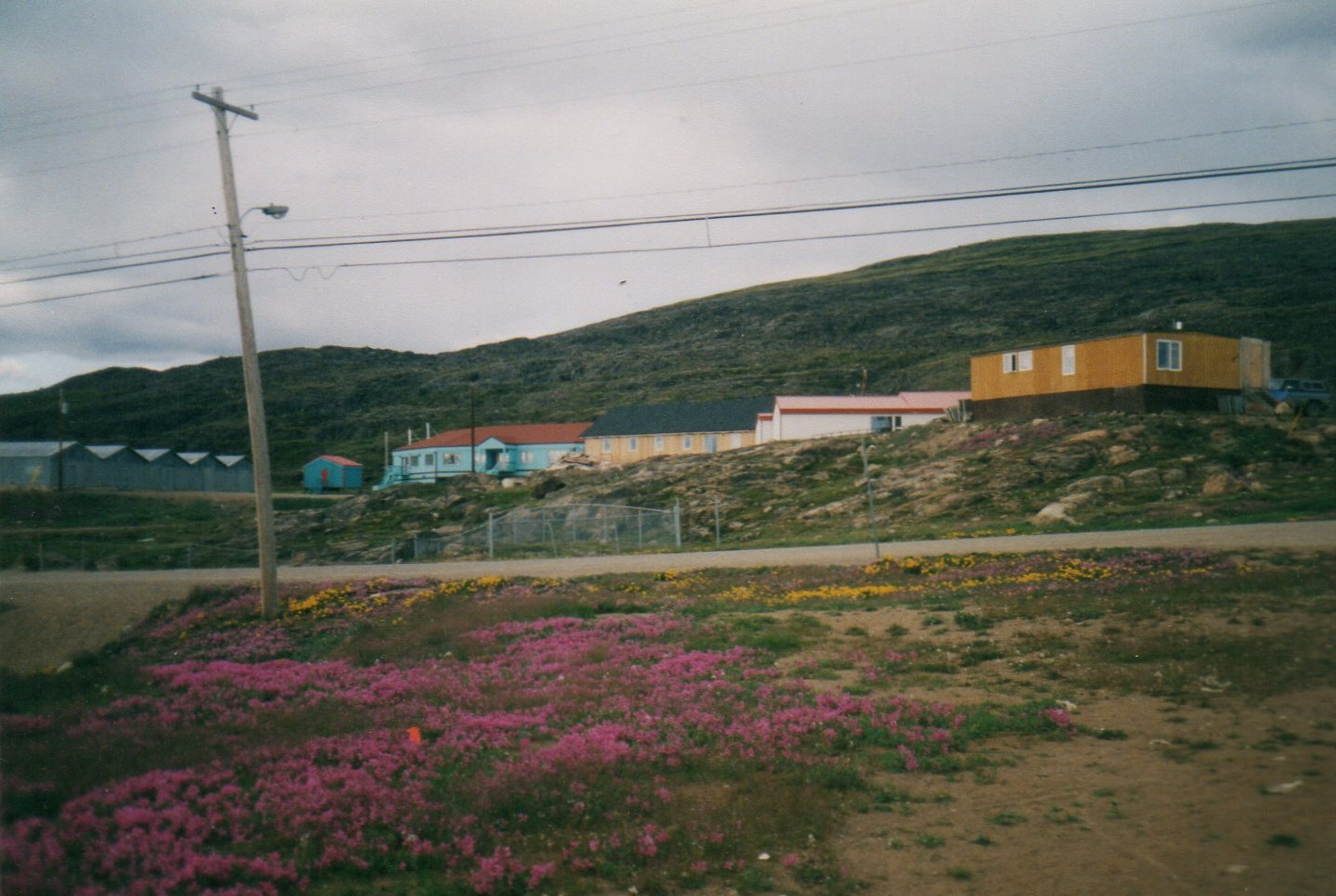
Centro de la comunidad

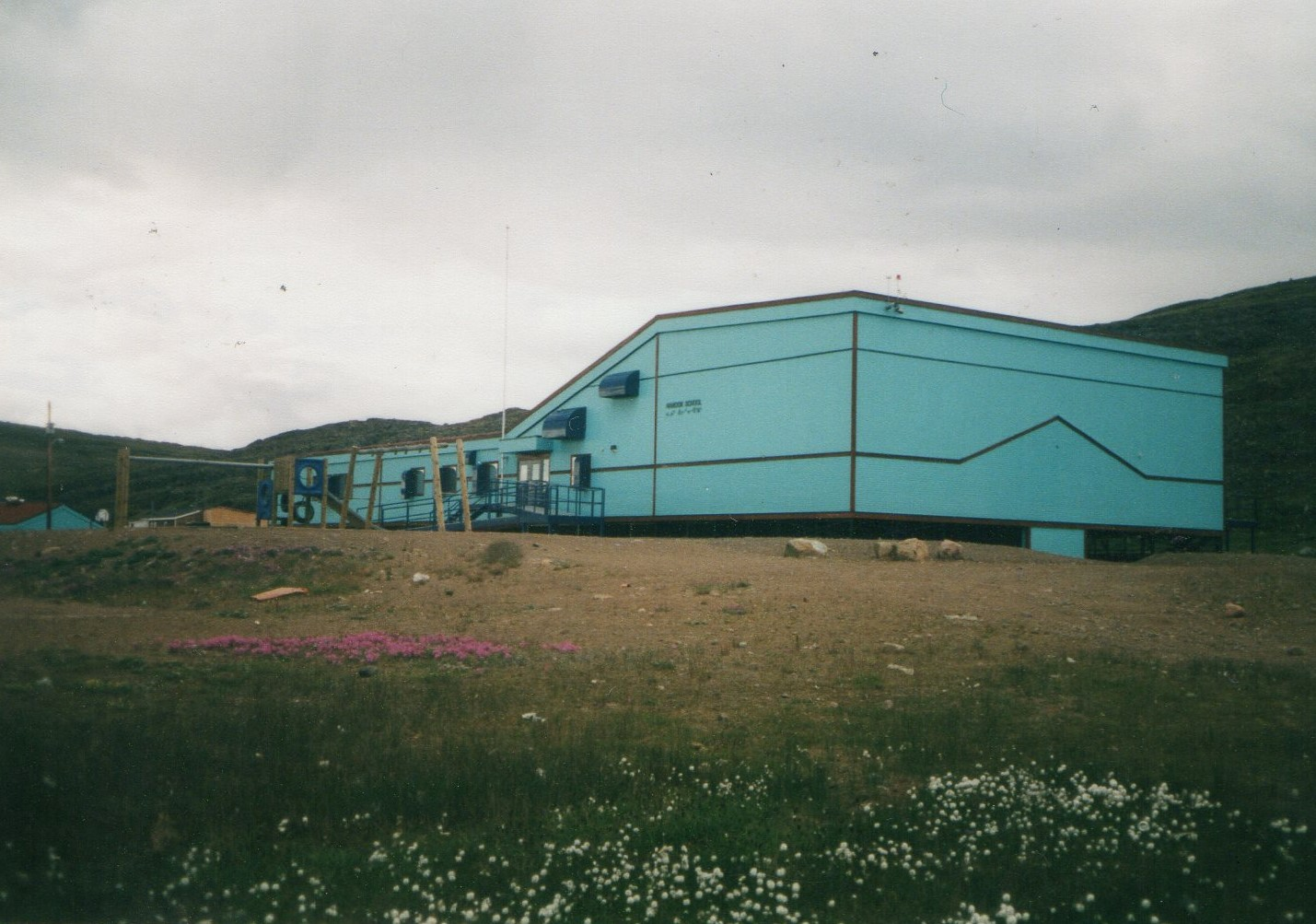
Escuela primaria

Apex (Niaqunngut inuktitut) es una comunidad no incorporada en la isla de Baffin en Nunavut, Canadá. Se encuentra a unos 5 km (3,1 millas) al sureste de Iqaluit en una pequeña península que separa Koojesse con Tarr.

## Historia
Históricamente Apex era el lugar donde la mayoría de los inuit vivían, pues Iqaluit era un sitio militar y fuera del alcance de cualquier persona que no trabajase en la base. 
El suburbio de Iqaluit tiene su inicio en 1949, cuando la Hudson's Bay Company trasladó sus operaciones en el sur de Baffin de Ward Inlet a la playa de Apex, para tomar ventaja de la pista de aterrizaje. Apex Hill está cerca.

## Infraestructura
Aquí se encuentra el refugio de la mujer, una escuela primaria (Nanook Elementary School) y un pequeño hotel. La iglesia anglicana St. Simon's Church, la primera iglesia anglicana de la región de Iqaluit, fue construida en los años sesenta del siglo pasado.